# UFC 258
UFC 258: Usman vs. Burns（ユーエフシー・ツーフィフティエイト：ウスマン・バーサス・バーンズ）は、アメリカ合衆国の総合格闘技団体「UFC」の大会の一つ。2021年2月13日、ネバダ州ラスベガスのUFC APEXで開催された。

## 大会概要
本大会では王者カマル・ウスマンと挑戦者ギルバート・バーンズによるUFC世界ウェルター級タイトルマッチが組まれた。

## 試合結果

### アーリープレリム
第1試合 ウェルター級 5分3R
○  ガブリエル・グリーン vs.  フィリップ・ロウ ×
3R終了 判定3-0（30-27、29-28、29-28）

### プレリミナリーカード
第2試合 140ポンド契約 5分3R
○  クリス・グティエレス vs.  アンドレ・イーウェル ×
3R終了 判定3-0（30-26、29-28、29-27）
第3試合 女子ストロー級 5分3R
○  ポリアナ・ヴィアナ vs.  マロリー・マーティン ×
1R 3:18 腕ひしぎ十字固め
第4試合 ウェルター級 5分3R
○  ベラル・ムハマッド vs.  ディエゴ・リマ ×
3R終了 判定3-0（30-27、30-27、30-27）
第5試合 ミドル級5分3R
○  アンソニー・ヘルナンデス vs.  ホドウフォ・ヴィエイラ ×
2R 1:53 ギロチンチョーク

### メインカード
第6試合 ミドル級 5分3R
○  ジュリアン・マルケス vs.  マキ・ピトロ ×
3R 4:17 アナコンダチョーク
第7試合 フェザー級 5分3R
○  リッキー・シモン vs.  ブライアン・ケレハー ×
3R終了 判定3-0（30-27、30-27、30-27）
第8試合 ミドル級 5分3R
○  ケルヴィン・ガステラム vs.  イアン・ハイニッシュ ×
3R終了 判定3-0（30-27、29-28、29-28）
第9試合 女子フライ級 5分3R
○  アレクサ・グラッソ vs.  メイシー・バーバー ×
3R終了 判定3-0（29-28、29-28、29-28）
第10試合 UFC世界ウェルター級タイトルマッチ 5分5R
○  カマル・ウスマン vs.  ギルバート・バーンズ ×
3R 0:34 TKO（右ジャブ→パウンド）
※ウスマンが3度目の王座防衛に成功。

### 各賞
ファイト・オブ・ザ・ナイト：該当無し
パフォーマンス・オブ・ザ・ナイト：カマル・ウスマン、ジュリアン・マルケス、アンソニー・ヘルナンデス、ポリアナ・ヴィアナ
各選手にはボーナスとして5万ドルが授与された。

### カード変更
負傷などによるカードの変更は以下の通り。